# May Blitz (álbum)
May Blitz  es el primer álbum debut y álbum de estudio de la banda británica de rock: May Blitz. Lanzado en 1970.
El álbum se le considera una obra olvidada y es considerada la mayor obra de May Blitz hecha por el grupo, Si bien el álbum nunca se consideró para tener un éxito comercial, para el seguimiento de culto se le considera una joya oculta del rock y igual quedándose en la actualidad como material de culto, y es considerado este álbum en la cual técnicamente muchos músicos y analistas han dicho que es un álbum para "conocedores del rock".
Hoy en día el álbum esta buscado por muchos coleccionistas del rock, en especial los vinilos lanzados por la discográfica Vertigo Records.
Dos de los sencillos más conocidos del álbum son "Smoking the Day Away" y "Squeet".
El álbum ha pasado por distintas reediciones de distintas discográficas, entre ellas: BGO Records, Repertoire Records, Akarma, Line Records y también la discográfica estadounidense de blues: Paramount Records, hizo su lanzamiento en Estados Unidos.

## Sonido
El sonido del álbum aborda los estilos del hard rock, blues-rock, rock progresivo, rock psicodélico, acid rock y el proto-metal, con un sonido estilo vanguardista y clásico.

## Lista de canciones
Todas las canciones escritas y compuestas por May Blitz. 
| May Blitz |                        |          |  |
| N.º       | Título                 | Duración |  |
| 1.        | «Smoking the Day Away» | 08:21    |  |
| 2.        | «I Don't Know»         | 04:45    |  |
| 3.        | «Dreaming»             | 06:35    |  |
| 4.        | «Squeet»               | 06:51    |  |
| 5.        | «Tomorrow May Come»    | 04:48    |  |
| 6.        | «Fire Queen»           | 04:18    |  |
| 7.        | «Virgin Waters»        | 07:01    |  |
| 40:24     |                        |          |  |

## Personal
Todos los sencillos están compuestos por los miembros en ese momento cuando era la formación original de May Blitz.
- James Black - vocal, guitarra
- Reid Hudson - bajo, vocal de apoyo
- Tony Newman - batería, percusión

### Personal adicional
- Tony Benyon - diseño de portada, arte
- Barry Ainsworth - ingeniería de sonido